# سبسطية

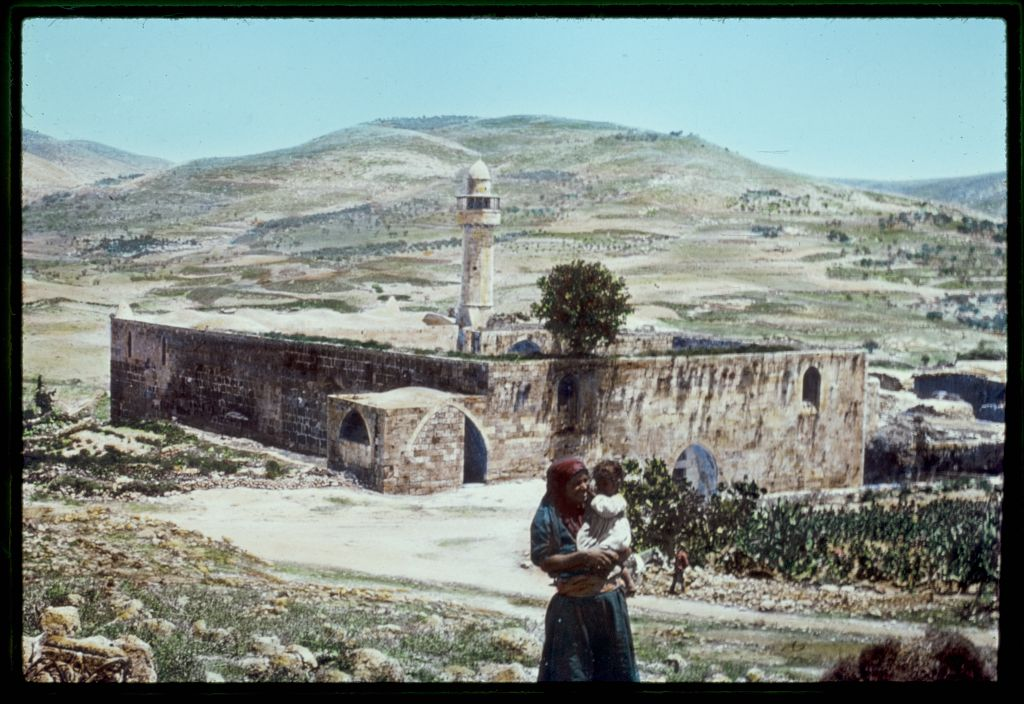
جامع النبي يحيى، نحو سنة 1920 م.

سبسطية هي بلدة فلسطينية تقع في محافظة نابلس على بُعد 12 كم شمال غرب مدينة نابلس. يقع فيها جامع النبي يحيى، كما تُعتبر البلدة ذات تاريخ عريق وحضارة زاهرة امتدت لأكثر من 3000 عام، تخللها العديد من الأحداث والوقائع التاريخية الهامة لفلسطين وللمنطقة بشكل عام وأطلق عليها المؤرخون لقب عاصمة الرومان في فلسطين.

## موقعها
تقع البلدة في الشمال الغربي لمدينة نابلس جبل النار تبعد عنها 15 كم وبالتحديد على الطريق الواصل بين نابلس وجنين، تقع على سفح جبل ارتفاعه 450م عن سطح البحر ينتهي بسهل تحيط به الحقول والبساتين النضرة، وتشتهر بزراعة الزيتون والأشجار المثمرة كالخوخ والمشمش. تجاوز عدد سكانها اليوم 3000 شخص
قرر مجلس الوزراء الفلسطيني في 19 يناير 2016، فصل تجمع إجنسنيا إداريًا عن بلدية سبسطية، واستحداث مجلس قروي إجنسنيا ليُدير شؤون القرية.

## المناخ
يسود في سبسطية مناخ متوسطي معتدل، ذو صيف حار وجاف، وشتاء بارد ممطر. يحل فصل الربيع في أواخر شهر مارس (آذار) وأوائل أبريل (نيسان)، ويعتبر شهر يوليو (تموز) وأغسطس (آب) أحرّ شهور السنة، حيث يصل معدل درجات الحرارة فيهما إلى 28.9 ° مئوية (84 ° فهرنهايت)، أما أكثر الأشهر برودة فهو يناير (كانون الثاني)، ويصل فيه معدل درجة الحرارة إلى 3.9 ° مئوية (39 ° فهرنهايت). يتساقط المطر بين شهريّ أكتوبر (تشرين الأول) وأبريل (نيسان) عادةً، ويبلغ معدل المتساقطات السنوي 589 مليمتراً (23.2 إنش).

## التسمية
نظراً لتاريخها العريق ولتعدد الحضارات والأمم التي سكنتها، تعدد الروايات والتكهنات في أصل تسميتها: ففي رواية أن التسمية تعود إلى الملك شومر (سومر) التي تعني الحارس، حيث يُعتقد بأن سبسطية أقيمت على البقعة التي كانت عليها بلدة (السامرة) التي تعود بتاريخها إلى (نحو 885 ـ 874 ق.م) وفي رواية أخرى أن أصل كلمة سبسطية هو يوناني ومعناها «الموقر». وغير اسمها هيردوس الكبير ودعاها «سه بسته» وهي كلمة يونانية بمعنى «أغسطس» اللاتينية أي سيد واحتفظت المدينة بهذا الاسم حتى اليوم. فتحها العرب بقيادة عمرو بن العاص.

## تاريخ المدينة
يرجع تاريخها إلى العصر البرونزي، عندما سكنها أقوام بدائيون، ويعتقد أنهم من قبائل الكنعانيين. وشهدت المدينة فترات ازدهار وفترات ضعف حتى اجتاحها الآشوريون عام 805 ق.م واستباحوها مرة أخرى عام 721ق.م، وانتهت مملكة السامرة. حكم ظل بلاد ما بين النهرين الذي دام أربعة قرون (723/22-322 قبل الميلاد)، وصل إلى العصر الذهبي، وهو ما حدث مرة أخرى في عهد الملك هيرودس. وجاء عهد الاسكندر الكبير 331-107 ق.م وتحولت المدينة إلى مدينة يونانية، إلى أن دمرت عام 107ق.م نتيجة ثورة على الإغريق، وفي عام 63م أعاد الرومان بناءها وسميت من يومها بسبسطية.

### عصر مملكة إسرائيل/السامرة
في القرنين التاسع والثامن قبل الميلاد، كانت السامرة عاصمة مملكة إسرائيل الشمالية.

### الآثار
على التل (التل الأثري)، اكتشف علماء الآثار العديد من الهياكل الأكبر والاكتشافات الأصغر مثل شقف الفخار، من المستوطنة الأولى، التي يرجع تاريخها إلى العصر البرونزي المبكر، من مدينة العصر الحديدي الإسرائيلي، والفترات الهلنستية والرومانية والبيزنطية. في موقع قرية سبسطية الحديثة بالقرب من التل، تم تأريخ اكتشافات الفخار إلى العصور الرومانية والبيزنطية المتأخرة، ولكن أيضًا إلى العصور الإسلامية المبكرة، والعصور الوسطى (الصليبية، والأيوبية، وما إلى ذلك)، والعثمانية والحديثة.
أما في وسط مدينة سبسطية فيقع أثر تاريخي عظيم، وهو: مقبرة الملوك المدفون فيها أحد ملوك الرومان، ويشير مظهر المقبرة الخارجي إلى عظمة العمارة في ذلك الفصل من التاريخ، ويدل على ذلك دقة صنع التماثيل المنقوشة على القبور والتي جسدت ملوكاً وحراساً واسوداً وأطفالاً يحملون عناقيد عنب، وأسفل المقبرة يشير سرداب التهوية إلى وجود غرفتين فيها مجمع قبور.

## السكان
كان سكان المدينة في عام 1596 يتألفون من 806 أسر مسلمة و18 أسرة مسيحية و15 أسرة يهودية و20 أسرة سامرية، والأخيرة طائفة دينية يهودية، ويسمى أفرادها بالسمرة أو السامريين. ويعتقد أبناؤها بأنهم القبيلة اليهودية التائهة. عاش السامريون قبل حرب 1967 في سبسطية كمواطنين أردنيين يتمتعون بكافة حريات المواطنة كحال مسلمي ومسيحيي المدينة.
خلال أوائل القرن التاسع عشر، قدر قسطنطين بازيلي سكان ناحية سبسطية بستة وعشرين ألف عائلة منها ما يقارب 1000 عائلةٍ مسيحية. وتفيد السجلات العثمانية أن عدد سكان سبسطية بلغ 2000 نسمة عام 1849، وفي عام1867 قال زوّار أمريكيون، أن البلدة بلغ عدد سكانها 4,000 نسمة «أكثرهم محمديون»، وبعض اليهود والمسيحيين، وحوالي 150 سامريّ.

## الديانات
كانت سبسطية في عام 891 الميلادي، أي خلال العهود الأولى للحكم العربي، تحوي تنوعا دينيا كبيرا، وكان أكثرية سكانها يدينون بالإسلام، المسيحية، والسامرية. يقول الجغرافي شمس الدين الأنصاري الدمشقي، أن المدينة كانت خلال العهد المملوكي، مأهولة بالمسلمين، السامريين، المسيحيين الأرثوذكس، المسيحيين الكاثوليك، واليهود. أظهر إحصاء عام 1931 أن المدينة حوت 16,483 مسلمًا، 533 مسيحيًّا، 6 يهود، و167 شخص يدينون بأديان أخرى، على الأرجح أن معظمهم سامريون.
إن معظم سكان سبسطية اليوم يدينون بالإسلام، ولا يزال هناك أيضًا بعض المسيحيين والسامريين. يُعتقد أن كثيرًا من الفلسطينيين المسلمين في المدينة يتحدرون من سامريين اعتنقوا الإسلام عند الفتح الإسلامي لبلاد الشام، والبعض من أسماء العائلات المسلمة اليوم يتم ربطها بالسامريين ويُقال أن أجدادهم كانوا من أتباع ذلك الدين - مثل آل مسلماني وآل يعيش وغيرهم. يقول المؤرخ فياض الطيف، أن أعدادًا كبيرة من السامريين اعتنقوا الإسلام بسبب الاضطهاد الذي كانوا يتعرضون له، وبسبب الطبيعة التوحيدية للدين الجديد، الأمر الذي جعلهم يتقبلونه بصورة أسهل وأسرع.كان يسكن في المدينة حوالي 3,500 مسيحي عام 1967، ولكن أعدادهم انخفضت إلى 650 عام 2008. يتألف المسيحيون في نابلس حاليّا، من 70 أسرة روم أرثوذكس، حوالي 30 أسرة من الروم المالكيين الكاثوليك، و30 أسرة انجليكانية. كان معظم المسيحيين يسكنون في ضاحية رفيديا بالقسم الغربي من المدينة.

## الزي الشعبي
يشبه الزي النسائي القديم المعروف لمدينة نابلس إلى حد كبير الزي النسائي لمدينة دمشق، والذي يتكون من يشمك وغطوة وكاب أو ملاية. والحال كذلك بالنسبة للزي الرجالي الذي كان يتكون من السروال والطربوش.